# Cinturón Sam Browne

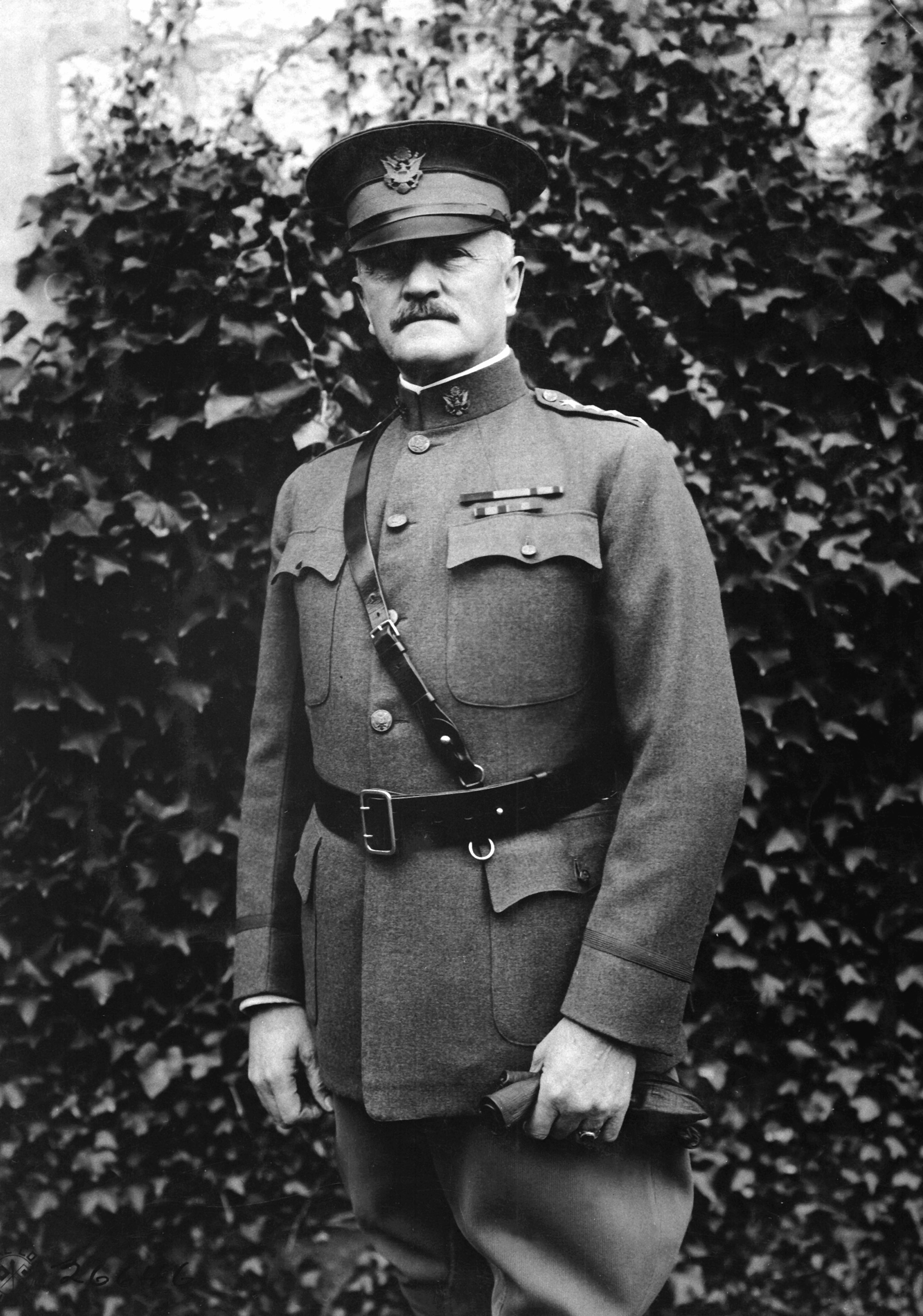
El general John J. Pershing con un cinturón Sam Browne

El cinturón Sam Browne es un cinturón ancho, usualmente de cuero, combinado con una correa menos ancha que pasa diagonalmente por encima del hombro derecho. La mayoría de las veces es parte de un uniforme militar o policial.

## Origen
El General Sir Sam Browne era un oficial del Ejército Indio Británico del siglo XIX que había perdido su brazo izquierdo; esto le dificultaba desenvainar el sable, porque la mano izquierda se usaba típicamente para estabilizar la vaina mientras que la derecha sacaba la espada.
A Browne se le ocurrió la idea de usar un segundo cinturón que pasara por encima de su hombro derecho para mantener la vaina firme. Esto se engancharía en un cinturón con anillos en D para sujetar los accesorios. También llevaba una pistola en una funda de solapa en su cadera derecha e incluía un estuche para binoculares con una correa para el cuello. Otros oficiales comenzaron a usar un equipo similar y eventualmente se convirtió en parte del uniforme estándar. Durante la Guerra de los Bóeres, fue copiado por otras tropas y eventualmente se convirtió en estándar.
Los oficiales de infantería portaban una variante que usaba dos tiras de liga en lugar de la cinta cruzada. Se supone que fue inventado en 1878 por el Teniente Basil Templer Graham-Montgomery.
En la segunda mitad del siglo XX el cinturón Sam Browne ha conocido una cierta decadencia en el mundo militar, al surgir nuevos diseños más seguros y hechos en materiales elásticos, de algodón prensado (webbing) y, más adelante, de derivaciones sintéticas. Hoy día el uso del cinturón Sam Browne tiende a circunscribirse a uniformidad de gala.